# Cambaridae
Cambaridae là họ lớn nhất trong nhóm tôm nước ngọt với hơn 400 loài. Hầu hết các loài trong họ này là bản địa miền đông Bắc Mỹ, kéo dài về phía nam đến Guatemala và Honduras. Ba loài sinh sống tại Cuba.
Một vài loài, như các loài xâm hại Procambarus clarkii và Orconectes rusticus, đã được du nhập vào các khu vưc không bản địa của chúng. Ngược lại, một số loài chỉ có phạm vi phân bố hạn hẹp và đang ở tình trạng nguy cấp,với một vài loài đã tuyệt chủng.
Sáu loài trong chi Cambaroides sống ở Đông Á. Chi Cambaroides Faxon, 1884 theo truyền thống được coi là thành viên của họ Cambaridae và được xếp riêng trong phân họ Cambaroidinae, nhưng gần đây được đặt bên ngoài cả họ Astacidae Latreille, 1802 lẫn họ Cambaridae Hobbs, 1942 trên cơ sở nền tảng hình thái học và phát sinh chủng loài phân tử. Vì thế người ta nâng cấp và lập họ riêng cho chính nó, có danh pháp là Cambaroididae.

## Phân loại

### Sinh tồn
- Barbicambarus: 2 loài.
- Bouchardina: 1 loài.
- Cambarellus: 19 loài.
- Cambarus: 118 loài.
- Creaserinus: 9 loài.
- Distocambarus: 5 loài.
- Fallicambarus: 12 loài.
- Faxonella: 4 loài.
- Faxonius: 88 loài.
- Hobbseus: 7 loài.
- Orconectes: 7 loài.
- Procambarus: 167 loài.
- Troglocambarus: 1 loài.

### Tuyệt chủng
- Palaeocambarus: 1 loài.